# タシ・ワンチュク
タシ・ワンチュク (Tashi Wangchuk チベット文字：བཀྲ་ཤིས་དབང་ཕྱུག; ワイリー方式：bkra shis dbang phyug) チベット語教育の必要性を訴える活動家。1985年、中華人民共和国青海省玉樹チベット族自治州、Kyegudoに生まれる。
なお、現在青海省と呼ばれる 地域の大部分は伝統的なチベットではアムド(東北チベット)地方に相当するが、玉樹はカム(東チベット)地方に分類される。
2015年にニューヨーク・タイムズのドキュメンタリーに出演、翌2016年1月に逮捕される。 
そして、2018年5月22日「国家分裂扇動罪」のため5年の刑を宣告された。
このことについて、アムネスティ・インターナショナルは次のように述べている。 
「タシ・ワンチャクさんは、チベット文化であるチベット語の教育が学校で消えゆく事態に危機感を抱いた。この問題を社会に訴えてきたワンチャクさんに対し、当局は、その声を封じ、真摯な取り組みに国家分離扇動罪を適用し、懲役刑を言い渡した。著しく不当な判決である」
また、同年8月27日には上級審への控訴も棄却された(※中華人民共和国は二審制)。インターナショナル・キャンペーン・フォー・チベットのブチュン K ツェリン副代表は次のように語る。「控訴が棄却されたことは、チベットの文化そのものを中国政府が犯罪とみなしていることを意味します。 言語を啓蒙している人たちが攻撃を受けています。タシ・ワンチュクは即時無条件釈放されるべきです」